# اچ‌ام‌اس نیوکاسل (۱۷۵۰)
اچ‌ام‌اس نیوکاسل (۱۷۵۰) (به انگلیسی: HMS Newcastle (1750)) یک کشتی بود که طول آن ۱۵۰ فوت (۴۵٫۷ متر) بود. این کشتی در سال ۱۷۵۰ ساخته شد.